# Wisdom Quaye
Wisdom Niiayitey Quaye July (La Ceiba, Atlántida, Honduras, 8 de abril de 1998) es un futbolista hondureño de origen ghanés. Juega como lateral derecho y su actual club es el Real C. D. España de la Liga Nacional de Honduras.

## Selección nacional
El 18 de septiembre de 2015 se anunció que había sido convocado para disputar la Copa Mundial de Fútbol Sub-17 de 2015 en Chile.

### Suspensión por FIFA
El 20 de septiembre de 2022, el jugador Wisdom Quaye fue suspendido por 18 meses de inactividad en el fútbol por la FIFA por dar positivo en una prueba antidopaje; "(...) el Sr. Quaye July, futbolista hondureño de 24 años, dio positivo por clostebol al termino de un partido de clasificación para la Copa Mundial de la FIFA Qatar 2022" mencionaron en su comunicado las autoridades de la FIFA.
El Clostebol es un esteroide anabolizante. Es un medicamento que pertenece al grupo de los denominados corticoides o corticosteroides. Esta sustancia se encuentra, por ejemplo, en cremas destinadas a agilizar la cicatrización de heridas, así como otras afecciones en la piel como erosiones, quemaduras, sequedad o radio dermitis.

### Participaciones en Copas del Mundo
| Mundial                     | Sede  | Resultado      | PJ | Goles |
| --------------------------- | ----- | -------------- | -- | ----- |
| Copa Mundial Sub-17 de 2015 | Chile | Fase de grupos | 2  | 0     |

## Estadísticas

### Clubes
| Equipo                     | Div.                | Temporada           | Liga     | Liga  | Copa Nacional | Copa Nacional | Copa Internacional | Copa Internacional | Total    | Total |
| Equipo                     | Div.                | Temporada           | Partidos | Goles | Partidos      | Goles         | Partidos           | Goles              | Partidos | Goles |
| C. D. S. Vida Honduras     | 1.ª                 | 2014-15             | 1        | 0     | —             | —             | —                  | —                  | 1        | 0     |
| C. D. S. Vida Honduras     | 1.ª                 | 2015-16             | 2        | 0     | —             | —             | —                  | —                  | 2        | 0     |
| C. D. S. Vida Honduras     | 1.ª                 | 2016-17             | 0        | 0     | —             | —             | —                  | —                  | 0        | 0     |
| C. D. S. Vida Honduras     | 1.ª                 | 2017-18             | 0        | 0     | —             | —             | —                  | —                  | 0        | 0     |
| C. D. S. Vida Honduras     | 1.ª                 | 2018-19             | 9        | 0     | —             | —             | —                  | —                  | 9        | 0     |
| C. D. S. Vida Honduras     | 1.ª                 | 2019-20             | 23       | 0     | —             | —             | —                  | —                  | 23       | 0     |
| C. D. S. Vida Honduras     | 1.ª                 | 2020-21             | 16       | 2     | —             | —             | —                  | —                  | 16       | 2     |
| C. D. S. Vida Honduras     | Total               | Total               | 51       | 2     | 0             | 0             | 0                  | 0                  | 51       | 2     |
| Real C. D. España Honduras | 1.ª                 | 2020-21             | 2        | 0     | —             | —             | —                  | —                  | 2        | 0     |
| Real C. D. España Honduras | Total               | Total               | 2        | 0     | 0             | 0             | 0                  | 0                  | 2        | 0     |
| Total en su carrera        | Total en su carrera | Total en su carrera | 53       | 2     | 0             | 0             | 0                  | 0                  | 53       | 2     |